# ルイ・ド・ギランゴー
ルイ・ド・ギランゴー（フランス語：Louis de Guiringaud、1911年10月12日 - 1982年4月15日）は、フランスの政治家、外交官。1976年8月から1978年11月まで外務大臣を務めた。

## 経歴
1911年10月12日にリモージュに誕生する。1961年にガーナ大使を経て、1966年から1972年まで駐日フランス大使、1972年から1976年までフランス国連代表となり、国際連合安全保障理事会の議長も務めた。
1976年頃は翻訳家・村上香住子の恋人だった（村上『恋愛、万歳』）。1982年4月15日ににパリの自宅で自殺した。